# Vaclovas Žilinskas
 Vaclovas Žilinskas ist ein litauischer ehemaliger Politiker, Vizeminister.

## Leben
Sein Vater war  Vaclovas Žilinskas.
Am 25. September 1981 promovierte Žilinskas zum Thema Umformprobleme von konsumierbaren Ressourcen des Volkes zum Kandidaten der Wirtschaftswissenschaften am Russischen Plechanow-Volkswirtschaftsinstitut in Moskau. Ab dem 9. Juli 1990 war  Vaclovas Žilinskas Stellvertreter des Handelsministers der Republik Litauen, ernannt durch Premierministerin Kazimira Prunskienė.   Am 15. Juli 1991 entlastete ihn Premierminister Gediminas Vagnorius, da die Stelle des Vizeministers abgeschafft wurde.